# Romașkove, Seredîna-Buda
Romașkove (în ucraineană Ромашкове) este localitatea de reședință a comunei Romașkove din raionul Seredîna-Buda, regiunea Sumî, Ucraina.

## Demografie
Componența lingvistică a localității Romașkove
     Rusă (97,35%)
     Ucraineană (2,65%)
Conform recensământului din 2001, majoritatea populației localității Romașkove era vorbitoare de rusă (97,35%), existând în minoritate și vorbitori de ucraineană (2,65%).